# Плесо (Велика Гориця)

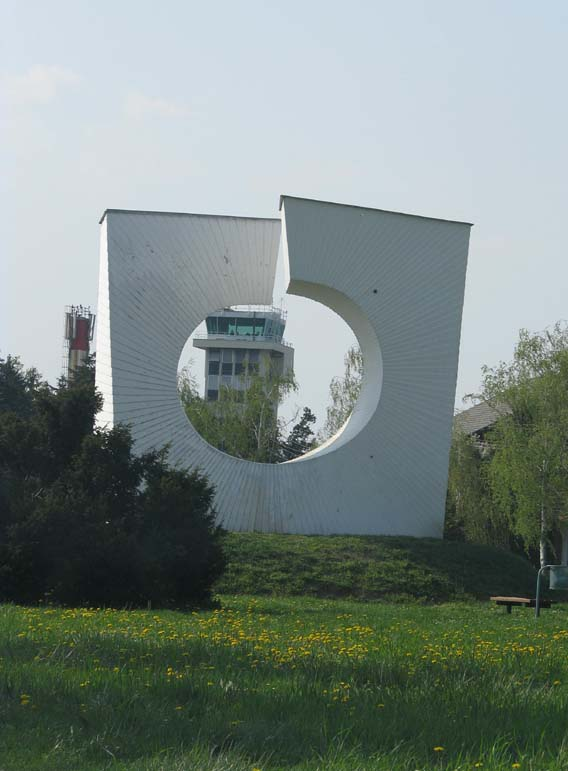
Пам'ятник «Прорив кільця», присвячений бійцям НВАЮ, полеглим у Народно-визвольній війні Югославії, та диверсійній операції Туропільського партизанського загону на летовищах «Плесо» і «Куриловець» у 1943 р. та визволенню Загреба 8 травня 1945 р. На задньому плані видно диспетчерську вежу аеропорту

Плесо (хорв. Pleso) — колишнє село в Хорватії. Нині міський район на північному краю Великої Гориці, відомий своєю безпосередньою близькістю до аеропорту ім. Франьо Туджмана — головних повітряних воріт країни. 